# Венелин Лазаров
Венелин Димитров Лазаров е български професионален дипломат.
Завършва специалност „Международни отношения“ с арабски език в МГИМО, Москва през 1981 г.
Заема длъжността посланик в следните държави:
- Ливан от 2006 до 2010 г.;
- Либия от 2012[1] до 2013 г.;
- Йордания от 2013 г.[2]